# La promesa (serie de televisión española)
La Promesa es una serie diaria de televisión española. Un drama histórico ambientado en la provincia de Córdoba, a principios del siglo XX, producido por StudioCanal y Televisión Española en colaboración con Bambú Producciones para su emisión en La 1. Ganó el Premio Emmy Internacional en la categoría de Telenovela 2024. 
Protagonizada por Ana Garcés, Eva Martín, Manuel Regueiro, Arturo García Sancho, María Castro, Joaquín Climent y Carmen Asecas, entre otros, se estrenó en La 1 en el horario de máxima audiencia del 12 de enero de 2023 con un doble capítulo y tras un especial del programa El cazador en el que participaron algunos de los protagonistas. Pasó a emitirse de forma diaria de lunes a viernes a las 16:30 a partir del 13 de enero, precediendo al final de Servir y proteger. El 28 de septiembre de 2023, con la llegada de la diaria La Moderna, a La 1, pasó a emitirse de 17:30 a 18:30, a partir del capítulo 199.
Tuvo un gasto inicial de 70 000 euros por capítulo, sin incluir impuestos.
Tras cosechar buenos datos de audiencia, en febrero de 2023 RTVE renovó la serie por una segunda tanda de 119 capítulos y, en junio de ese año, se renovó por una tercera temporada de 250 capítulos. En julio de 2024, la serie fue renovada para una cuarta temporada de 250 capítulos.
Desde el 1 de octubre de 2024, la serie se ve también en Netflix.

## Historia
Orígenes
En marzo de 2022, TVE anunció una nueva serie diaria para sustituir a Dos vidas, La promesa, ambientada a principios del siglo XX. En septiembre de 2022, se da a conocer el inicio del rodaje y el reparto: Ana Garcés, Eva Martín, Andrea del Río, María Castro, Antonio Velázquez, Enrique Fortún, Paula Losada o Carmen Asecas, entre otros.
Primera temporada. Capítulos 1-122 (12 de enero de 2023 - 20 de junio de 2023)
En el primer capítulo el actor Jordi Coll realiza una breve aparición como Tomás de Luján. Y se incorporan al reparto secundario, durante unos cuantos capítulos, Laura Simón como Lola, una doncella del palacio, y el actor Rafa de Vera como el sargento Conrado Funes, quien llega para investigar la muerte de Tomás.
En febrero de 2023, se incorpora Mario García dando vida a Salvador Romea, un nuevo lacayo y amor de María Fernández, y a Chico García como el padre Camilo. Adicionalmente se integra Alicia Moruro, actriz que interpreta a Eugenia Ezquerdo, hermana de Cruz y esposa del Capitán de la Mata.
En marzo llega a la serie Amparo Piñero interpretando a Martina de Luján, la sobrina de Alonso. Poco después, pasa a formar parte del reparto principal junto a Xavi Lock, como Curro de la Mata.
A finales de marzo, Alberto González y Alicia Bercán dejan la serie, el primero con la muerte de su personaje, el Barón de Linaja, y la segunda con la marcha a París del suyo, Leonor de Luján. Y Mario García abandona la serie, de forma temporal.
A mediados de abril, se incorporaron como secundarios Guillermo Serrano y Bruno Lastra para interpretar al capitán Lorenzo de la Mata y a Gregorio Castillo, respectivamente. Chico García deja la serie tras 47 capítulos dando vida al falso padre Camilo.
A principios de mayo de 2023 Andrés Blanco y Laura Barba abandonan la serie tras la marcha de sus personajes como los duques de Los Infantes. Y seguirán apareciendo de manera esporádica durante la serie hasta la tercera temporada.
En mayo de 2023, Lisi Linder ficha como Elisa, la baronesa de Grazalema y enemiga de los marqueses.
Casi en el final de temporada, Eva Martín deja temporalmente la serie y Mario García vuelve con su papel de Salvador Romea.
Segunda temporada. Capítulos 123-240 (21 de junio de 2023 - 29 de noviembre de 2023)
A principios de febrero de 2023, se confirma el encargo de 119 episodios más tras los buenos datos de audiencia. En junio arranca la segunda temporada con prácticamente todo el elenco principal y secundario de la primera. Pero, a finales de ese mismo mes, se dio a conocer que se sumarían 131 episodios adicionales a la próxima temporada para hacer un total de 250 capítulos, que conformarán la tercera temporada.
A finales de mes, se incorpora durante unas semanas a la actriz Julia Martínez interpretando a Beatriz Oltra, una antigua conocida de Martina que llega buscando venganza contra ella. Y Ramón Ibarra como Carlos, el profesor de Simona y Candela, con esta última tendría un romance.
En julio, Lisi Linder se despide de la serie tras haber dado vida a la baronesa de Grazalema en 50 capítulos. Y Javier Collado y Cristina Fernández se incorporan para interpretar a los padres de Martina, Fernando y Margarita. Seguidamente llega Inma Pérez Quirós como Ramona, una anciana que fue amiga de la madre de Jana.
A principios de agosto, tres nuevos actores se incorporan: Alejandro Vergara, Tomy Aguilera y Marcos Orengo, interpretando a Abel Bueno (médico amigo de Manuel), Antonio de Carvajal y Cifuentes (prometido de Martina y ex-prometido de Beatriz), y Feliciano (hermano de Petra), respectivamente.
A finales de septiembre, Javier Collado se despide de la serie tras la muerte de su personaje Fernando de Luján. En octubre se marchan Tomy Aguilera e Inma Pérez-Quirós, y se incorpora Michel Tejerina dando vida a Pelayo, quien mantendrá una estrecha relación con Catalina.
El actor Enrique Fortún abandonó la serie temporalmente y se sumaron Andreas Muñoz y Carlos Suárez interpretando a Jerónimo Gamboa, compañero de Pelayo en el tráfico de armas, y Valentín, amigo del hijo de Simona, respectivamente.
Tercera temporada. Capítulos 241-490 (30 de noviembre de 2023 - 25 de diciembre de 2024)
A principios de noviembre de 2023 se confirmó la vuelta de Alicia Bercán con su personaje Leonor de Luján, la hija menor de los marqueses. Enrique Fortún regresó en diciembre tras una breve marcha, Paula Losada, como Jimena de los Infantes, dejó la serie el 20 de diciembre con 254 capítulos a sus espaldas y Antonio Velázquez, Mauro Moreno, el 28 de diciembre tras 260 capítulos.
El 11 de diciembre de 2023, hace su aparición el actor Christian Stamm, interpretando a Mr. Cavendish, traficante de armas que se hace pasar como un importante empresario inglés, cliente principal del negocio de mermeladas que tienen Pelayo y Catalina.
En el último capítulo del año 2023, el 29 de diciembre, Alicia Bercán volvió para retomar su papel de Leonor hasta principios de febrero.
En enero de 2024, Ángela Echaniz se incorporó  para dar vida a Vera y Carlos Suárez se fue tras la muerte de su personaje Valentín.
A mediados de febrero, Marcos Orengo dejó la serie con la muerte de su personaje, Feliciano Arcos, tras más de 130 capítulos. Y llegó Laura Lafuente en el papel de Virtudes, la hija de Simona.
A finales de febrero de 2024 se incorpora el actor Miquel García Borda con el personaje del conde de Ayala, amigo cercano de Cruz y padre de Feliciano. También hace su aparición Norberta, la nuera de Simona, interpretado por la actriz Teresa Soria Ruano. 
El 20 de marzo de 2024 Paula Losada volvió para retomar su papel, Jimena de los Infantes hasta finales de abril del mismo año tras el final definitivo de su personaje con casi 280 capítulos.
Andreas Muñoz, que encarnó a Jerónimo en un total de 74 episodios, dijo adiós a la producción el miércoles 3 de abril, tras la muerte de su personaje.
Alejandro Vergara dejó la serie tras interpretar durante 191 capítulos al doctor Abel Bueno y se incorporaron Carlos de Austria y  Manu Imizcoz para dar vida al nuevo mayordomo, Ricardo Pellicer y a su hijo, Santos Pellicer. Mientras que el Sr. Baeza fue ascendido a Mayordomo Jefe. Seguidamente, regresó el personaje de Blanca Palomar.
En mayo de 2024, se confirmó un salto temporal de seis meses, desde 1914 a 1915, para revolucionar las tramas, ambientaciones, personajes, cabecera La Promesa para finales de mes, con el tema "Una nueva promesa. Una nueva era." Desde el capítulo 361 de la serie, se hace el salto temporal con el tema de la Primera Guerra Mundial como fundamento de la nueva era. Se incorporaron, tras el capítulo 361, Elia Galera como María Antonia, la mejor amiga de Cruz en su infancia y la de Ibrahim Al Shami como Adriano, tras el capítulo 367, un muchacho que se convertirá en un gran apoyo para Catalina. Por otra parte, se confirmaron las marchas de Michel Tejerina y Andrea del Río tras haber interpretado a Pelayo, conde de Añil y Teresa Villamil durante 158 y 354 capítulos respectivamente. Y el regreso de Bruno Lastra con su personaje de Gregorio Castillo. 
En el frente de guerra donde combaten Manuel y Curro aparecen dos nuevos personajes con quienes hacen una buena amistad, los hermanos Paco y José Juan, interpretados por los actores Iván Montes y Jorge Pobes. 
A mediados de julio del mismo año se marchó Ibrahim Al Shami tras haber formado parte del reparto secundario durante 30 capítulos interpretando a Adriano.
Debido a los Juegos Olímpicos de París 2024, dejó de emitirse dos semanas, retomando su emisión el 12 de agosto y confirmando el regreso de los personajes de Teresa y Pelayo, interpretados por Andrea del Río y Michel Tejerina respectivamente.
Cuarta temporada. Capítulos 491 -  (26 de diciembre de 2024 - )
En diciembre de 2024 se incorpora Isabel Serrano como Leocadia de Figueroa una antigua amiga de Cruz y en enero de 2025 se casan los protagonistas en un doble capítulo emitido en prime time. Se incorpora Marta Costa como Ángela, hija de Leocadia.
En marzo de 2025 Ana Garcés y Eva Martín abandonan la serie, la primera tras la muerte de su personaje y la segunda tras el encarcelamiento de Cruz, ambas tras 553 episodios dando vida a Jana Expósito y Cruz Ezquerdo, respectivamente. Tras estas salidas, Isabel Serrano y Marta Costa pasan al reparto principal, como Leocadia y Ángela de Figueroa, respectivamente. 
En julio de 2025 Joaquín Climent abandona la serie tras la marcha de su personaje Rómulo tras 630 capítulos, y se incorpora Fernando Coronado interpretando a Cristóbal Ballesteros,  el nuevo mayordomo jefe de La Promesa, que llegará para revolucionar la planta de servicio.

## Argumento
Córdoba, 1913. El mundo entero está al borde del abismo, pero hay remansos de paz aislados de los conflictos. Como el Palacio La Promesa, en el valle de Los Pedroches, propiedad de los marqueses de Luján, uno de los mayores terratenientes del país.
Ese día el Palacio se viste de gala para celebrar la boda del heredero, Tomás. Recién terminado el convite, la aparición de un aeroplano atrae la atención de todos. Lo pilota Manuel, hijo de los marqueses. De repente, el aparato pierde altura hasta estrellarse. Manuel está a punto de ser consumido por las llamas; pero alguien consigue salvarlo: Jana.
El marqués le ofrece una recompensa económica, pero ella solo quiere trabajo en el Palacio y tiene un motivo claro: hacer justicia a su madre asesinada hace quince años e investigar el paradero de su hermano, secuestrado cuando era un recién nacido. Y la única pista que tiene guarda relación con los marqueses de Luján. Ha llegado el momento de vengarse. Solo hay un elemento con el que no había contado: Manuel, hijo de los marqueses... y la última persona de la que esperaría enamorarse. ¿Puede el amor aplacar la sed de venganza? ¿Podrías olvidar a los que hundieron tu vida? ¿A los asesinos de tu madre? ¿A los que hicieron desaparecer a tu hermano?.

## Reparto

### Personajes
| Actor / Actriz             | Personaje                                            | Temporada  | Temporada  | Temporada  | Temporada  |
| Actor / Actriz             | Personaje                                            | 1          | 2          | 3          | 4          |
| -------------------------- | ---------------------------------------------------- | ---------- | ---------- | ---------- | ---------- |
| Ana Garcés                 | Jana Expósito †                                      | Principal  | Principal  | Principal  | Principal  |
| Eva Martín                 | Cruz Ezquerdo, marquesa de Luján                     | Principal  | Principal  | Principal  | Principal  |
| Manuel Regueiro            | Alonso, marqués de Luján                             | Principal  | Principal  | Principal  | Principal  |
| Arturo García Sancho       | Manuel de Luján                                      | Principal  | Principal  | Principal  | Principal  |
| María Castro               | Pía Adarre                                           | Principal  | Principal  | Principal  | Principal  |
| Joaquín Climent            | Rómulo Baeza                                         | Principal  | Principal  | Principal  | Principal  |
| Antonio Velázquez          | Mauro Moreno                                         | Principal  | Principal  | Principal  |            |
| Andrea del Río             | Teresa Villamil                                      | Principal  | Principal  | Principal  | Principal  |
| Carmen Flores Sandoval     | Simona Martínez                                      | Principal  | Principal  | Principal  | Principal  |
| Teresa Quintero            | Candela García                                       | Principal  | Principal  | Principal  | Principal  |
| Carmen Asecas              | Catalina de Luján y Altuna                           | Principal  | Principal  | Principal  | Principal  |
| Paula Losada               | Jimena de los Infantes †                             | Principal  | Principal  | Principal  |            |
| Alicia Bercán              | Leonor de Luján                                      | Principal  |            | Secundaria |            |
| Alberto González           | Juan Ezquerdo, barón de Linaja †                     | Principal  |            |            |            |
| Marga Martínez             | Petra Arcos                                          | Principal  | Principal  | Principal  | Principal  |
| Enrique Fortún             | Lope Ruiz                                            | Principal  | Principal  | Principal  | Principal  |
| Sara Molina                | María Fernández                                      | Principal  | Principal  | Principal  | Principal  |
| Xavi Lock                  | Curro de la Mata Ezquerdo / Marcos de Luján Expósito | Principal  | Principal  | Principal  | Principal  |
| Amparo Piñero              | Martina de Luján                                     | Principal  | Principal  | Principal  | Principal  |
| Mario García               | Salvador Romea                                       | Secundario | Secundario | Principal  |            |
| Guillermo Serrano          | Lorenzo de la Mata                                   | Secundario | Secundario | Principal  | Principal  |
| Cristina Fernández Pintado | Margarita Llopis                                     |            | Secundaria | Principal  |            |
| Ángela Echaniz             | Vera González / Mercedes del Carril y Vera           |            |            | Principal  | Principal  |
| Isabel Serrano             | Leocadia de Figueroa                                 |            |            |            | Principal  |
| Marta Costa                | Ángela de Figueroa                                   |            |            |            | Principal  |
| Fernando Coronado          | Cristóbal Ballesteros                                |            |            |            |            |
| Jordi Coll                 | Tomás de Luján y Altuna †                            | Invitado   |            |            |            |
| Laura Simón                | Lola Montoro                                         | Invitada   |            |            |            |
| Andrés Blanco              | José Luis de los Infantes                            | Recurrente | Recurrente | Recurrente |            |
| Laura Barba                | Mercedes de los Infantes                             | Recurrente | Recurrente | Recurrente |            |
| Rafa de Vera               | Conrado Funes                                        | Recurrente | Recurrente | Recurrente |            |
| Mario Zorrilla             | Tadeo                                                | Recurrente | Recurrente | Recurrente |            |
| Chico García               | Camilo                                               | Recurrente |            |            |            |
| Bruno Lastra               | Gregorio Castillo †                                  | Secundario | Secundario | Recurrente |            |
| Paula Jornet               | Blanca Palomar                                       | Recurrente | Recurrente |            | Invitada   |
| Julia Martinez             | Beatriz Oltra                                        |            | Recurrente |            |            |
| Ramón Ibarra               | Carlos                                               |            | Recurrente |            |            |
| Javier Collado             | Fernando de Luján †                                  |            | Secundario |            |            |
| Alejandro Vergara          | Abel Bueno                                           |            | Secundario | Secundario |            |
| Marcos Orengo              | Feliciano Arcos †                                    |            | Secundario | Secundario |            |
| Inma Pérez-Quirós          | Ramona                                               |            | Recurrente |            | Recurrente |

## Temporadas y audiencias
| Temporadas | Episodios | Periodo   | Estreno                 | Final                   | Protagonistas | Audiencia media | Audiencia media |
| Temporadas | Episodios | Periodo   | Estreno                 | Final                   | Protagonistas | Espectadores    | Cuota           |
| ---------- | --------- | --------- | ----------------------- | ----------------------- | --- | --------------- | --------------- |
| 1.ª        | 122       | 2023      | 12 de enero de 2023     | 20 de junio de 2023     | Jana Expósito (Ana Garcés) y Manuel de Luján (Arturo García Sancho) Cruz Ezquerdo (Eva Martín) y Jimena de los Infantes (Paula Losada)  | 1 019 000       | 10,7%           |
| 2.ª        | 119       | 2023      | 20 de junio de 2023     | 29 de noviembre de 2023 | Jana Expósito (Ana Garcés) y Manuel de Luján (Arturo García Sancho) Cruz Ezquerdo (Eva Martín) y Jimena de los Infantes (Paula Losada)  | 1 055 000       | 11,9%           |
| 3.ª        | 250       | 2023-2024 | 30 de noviembre de 2023 | 24 de diciembre de 2024 | Jana Expósito (Ana Garcés) y Manuel de Luján (Arturo García Sancho) Cruz Ezquerdo (Eva Martín) y Alonso de Luján (Manuel Regueiro)      | 962 000         | 12,0%           |
| 4.ª        | 250       | 2024-2025 | 26 de diciembre de 2024 | diciembre 2025          | Ángela de Figueroa (Marta Costa) y Curro Expósito (Xavi Lock) Leocadia de Figueroa (Isabel Serrano) y Alonso de Luján (Manuel Regueiro) | 1 061 000*      | 14,0%           |
| Total      | Total     | Total     | Total                   | Total                   | Total | 1 027 000*      | 11,5%*          |

### Primera temporada (2023)
| Programas emitidos | Programas emitidos | Programas emitidos | Programas emitidos | Programas emitidos |
| N.º (serie)        | N.º (temp.)        | Fecha de emisión   | Audiencia          | Audiencia          |
| N.º (serie)        | N.º (temp.)        | Fecha de emisión   | Espectadores       | Cuota              |
| ------------------ | ------------------ | ------------------ | ------------------ | ------------------ |
| 1                  | 1                  | 12/01/2023         | 1 165 000          | 9,8%               |
| 2                  | 2                  | 12/01/2023         | 935 000            | 12,2%              |
| 3                  | 3                  | 13/01/2023         | 789 000            | 8,3%               |
| 4                  | 4                  | 16/01/2023         | 956 000            | 9,4%               |
| 5                  | 5                  | 17/01/2023         | 869 000            | 8,5%               |
| 6                  | 6                  | 17/01/2023         | 840 000            | 8,6%               |
| 7                  | 7                  | 18/01/2023         | 849 000            | 8,3%               |
| 8                  | 8                  | 18/01/2023         | 816 000            | 8,6%               |
| 9                  | 9                  | 18/01/2023         | 884 000            | 7,2%               |
| 10                 | 10                 | 19/01/2023         | 771 000            | 7,7%               |
| 11                 | 11                 | 19/01/2023         | 815 000            | 8,5%               |
| 12                 | 12                 | 20/01/2023         | 941 000            | 9,7%               |
| 13                 | 13                 | 20/01/2023         | 847 000            | 9,1%               |
| 14                 | 14                 | 23/01/2023         | 933 000            | 9,2%               |
| 15                 | 15                 | 24/01/2023         | 937 000            | 9,3%               |
| 16                 | 16                 | 25/01/2023         | 1 040 000          | 10,5%              |
| 17                 | 17                 | 26/01/2023         | 1 014 000          | 9,8%               |
| 18                 | 18                 | 27/01/2023         | 972 000            | 9,8%               |
| 19                 | 19                 | 30/01/2023         | 944 000            | 9,4%               |
| 20                 | 20                 | 31/01/2023         | 854 000            | 8,9%               |
| 21                 | 21                 | 1/02/2023          | 995 000            | 10,2%              |
| 22                 | 22                 | 2/02/2023          | 868 000            | 9,2%               |
| 23                 | 23                 | 3/02/2023          | 817 000            | 8,6%               |
| 24                 | 24                 | 6/02/2023          | 1 045 000          | 10,5%              |
| 25                 | 25                 | 7/02/2023          | 989 000            | 9,4%               |
| 26                 | 26                 | 8/02/2023          | 963 000            | 9,5%               |
| 27                 | 27                 | 9/02/2023          | 872 000            | 8,9%               |
| 28                 | 28                 | 10/02/2023         | 962 000            | 9,9%               |
| 29                 | 29                 | 13/02/2023         | 980 000            | 9,9%               |
| 30                 | 30                 | 14/02/2023         | 904 000            | 9,5%               |
| 31                 | 31                 | 15/02/2023         | 1 035 000          | 10,7%              |
| 32                 | 32                 | 16/02/2023         | 903 000            | 9,7%               |
| 33                 | 33                 | 17/02/2023         | 917 000            | 9,5%               |
| 34                 | 34                 | 20/02/2023         | 948 000            | 9,7%               |
| 35                 | 35                 | 20/02/2023         | 912 000            | 10,1%              |
| 36                 | 36                 | 21/02/2023         | 967 000            | 9,8%               |
| 37                 | 37                 | 22/02/2023         | 976 000            | 10,0%              |
| 38                 | 38                 | 23/02/2023         | 951 000            | 9,6%               |
| 39                 | 39                 | 24/02/2023         | 932 000            | 9,5%               |
| 40                 | 40                 | 27/02/2023         | 966 000            | 9,7%               |
| 41                 | 41                 | 28/02/2023         | 974 000            | 10,1%              |
| 42                 | 42                 | 1/03/2023          | 1 004 000          | 10,5%              |
| 43                 | 43                 | 2/03/2023          | 1 042 000          | 11,0%              |
| 44                 | 44                 | 3/03/2023          | 928 000            | 9,6%               |
| 45                 | 45                 | 6/03/2023          | 1 048 000          | 10,6%              |
| 46                 | 46                 | 7/03/2023          | 986 000            | 10,1%              |
| 47                 | 47                 | 8/03/2023          | 976 000            | 10,1%              |
| 48                 | 48                 | 9/03/2023          | 1 083 000          | 11,3%              |
| 49                 | 49                 | 9/03/2023          | 1 044 000          | 7,0%               |
| 50                 | 50                 | 10/03/2023         | 898 000            | 9,7%               |
| 51                 | 51                 | 13/03/2023         | 991 000            | 10,5%              |
| 52                 | 52                 | 14/03/2023         | 1 013 000          | 10,9%              |
| 53                 | 53                 | 15/03/2023         | 983 000            | 10,8%              |
| 54                 | 54                 | 16/03/2023         | 906 000            | 10,0%              |
| 55                 | 55                 | 17/03/2023         | 940 000            | 9,9%               |
| 56                 | 56                 | 20/03/2023         | 1 025 000          | 10,8%              |
| 57                 | 57                 | 21/03/2023         | 1 026 000          | 10,9%              |
| 58                 | 58                 | 22/03/2023         | 951 000            | 10,5%              |
| 59                 | 59                 | 23/03/2023         | 1 000 000          | 10,8%              |
| 60                 | 60                 | 24/03/2023         | 1 059 000          | 11,2%              |
| 61                 | 61                 | 24/03/2023         | 981 000            | 11,8%              |
| 62                 | 62                 | 27/03/2023         | 1 041 000          | 11,3%              |
| 63                 | 63                 | 28/03/2023         | 1 030 000          | 11,4%              |
| 64                 | 64                 | 29/03/2023         | 1 058 000          | 11,5%              |
| 65                 | 65                 | 30/03/2023         | 983 000            | 10,9%              |
| 66                 | 66                 | 31/03/2023         | 1 027 000          | 11,0%              |
| 67                 | 67                 | 3/04/2023          | 1 053 000          | 11,2%              |
| 68                 | 68                 | 4/04/2023          | 1 015 000          | 10,8%              |
| 69                 | 69                 | 5/04/2023          | 1 005 000          | 11,3%              |
| 70                 | 70                 | 10/04/2023         | 1 064 000          | 11,6%              |
| 71                 | 71                 | 11/04/2023         | 1 085 000          | 11,9%              |
| 72                 | 72                 | 12/04/2023         | 1 066 000          | 11,2%              |
| 73                 | 73                 | 13/04/2023         | 1 029 000          | 10,9%              |
| 74                 | 74                 | 14/04/2023         | 926 000            | 9,9%               |
| 75                 | 75                 | 17/04/2023         | 1 041 000          | 11,1%              |
| 76                 | 76                 | 18/04/2023         | 1 033 000          | 11,3%              |
| 77                 | 77                 | 19/04/2023         | 1 065 000          | 11,8%              |
| 78                 | 78                 | 19/04/2023         | 939 000            | 6,7%               |
| 79                 | 79                 | 20/04/2023         | 998 000            | 11,0%              |
| 80                 | 80                 | 21/04/2023         | 1 095 000          | 11,7%              |
| 81                 | 81                 | 24/04/2023         | 1 075 000          | 11,4%              |
| 82                 | 82                 | 25/04/2023         | 1 100 000          | 12,4%              |
| 83                 | 83                 | 26/04/2023         | 1 087 000          | 12,0%              |
| 84                 | 84                 | 27/04/2023         | 1 057 000          | 11,9%              |
| 85                 | 85                 | 28/04/2023         | 992 000            | 11,1%              |
| 86                 | 86                 | 2/05/2023          | 984 000            | 10,4%              |
| 87                 | 87                 | 3/05/2023          | 1 054 000          | 11,4%              |
| 88                 | 88                 | 4/05/2023          | 1 021 000          | 11,2%              |
| 89                 | 89                 | 8/05/2023          | 1 081 000          | 11,7%              |
| 90                 | 90                 | 9/05/2023          | 1 141 000          | 12,4%              |
| 91                 | 91                 | 10/05/2023         | 1 188 000          | 12,6%              |
| 92                 | 92                 | 11/05/2023         | 1 167 000          | 12,3%              |
| 93                 | 93                 | 12/05/2023         | 1 042 000          | 10,8%              |
| 94                 | 94                 | 15/05/2023         | 1 134 000          | 12,0%              |
| 95                 | 95                 | 16/05/2023         | 1 097 000          | 11,5%              |
| 96                 | 96                 | 17/05/2023         | 1 117 000          | 11,9%              |
| 97                 | 97                 | 18/05/2023         | 1 076 000          | 11,6%              |
| 98                 | 98                 | 19/05/2023         | 1 111 000          | 11,5%              |
| 99                 | 99                 | 22/05/2023         | 1 131 000          | 11,6%              |
| 100                | 100                | 23/05/2023         | 1 174 000          | 12,2%              |
| 101                | 101                | 24/05/2023         | 1 093 000          | 11,9%              |
| 102                | 102                | 25/05/2023         | 1 161 000          | 12,1%              |
| 103                | 103                | 26/05/2023         | 1 183 000          | 12,2%              |
| 104                | 104                | 29/05/2023         | 1 105 000          | 11,3%              |
| 105                | 105                | 30/05/2023         | 1 064 000          | 11,2%              |
| 106                | 106                | 31/05/2023         | 1 181 000          | 12,4%              |
| 107                | 107                | 31/05/2023         | 1 143 000          | 13,1%              |
| 108                | 108                | 1/06/2023          | 1 144 000          | 11,9%              |
| 109                | 109                | 2/06/2023          | 1 057 000          | 11,0%              |
| 110                | 110                | 5/06/2023          | 1 152 000          | 11,8%              |
| 111                | 111                | 6/06/2023          | 1 205 000          | 12,5%              |
| 112                | 112                | 7/06/2023          | 1 148 000          | 11,6%              |
| 113                | 113                | 8/06/2023          | 1 213 000          | 12,1%              |
| 114                | 114                | 9/06/2023          | 913 000            | 9,0%               |
| 115                | 115                | 12/06/2023         | 1 261 000          | 13,3%              |
| 116                | 116                | 12/06/2023         | 1 122 000          | 13,0%              |
| 117                | 117                | 13/06/2023         | 1 250 000          | 12,4%              |
| 118                | 118                | 14/06/2023         | 1 138 000          | 11,9%              |
| 119                | 119                | 15/06/2023         | 1 118 000          | 11,9%              |
| 120                | 120                | 16/06/2023         | 1 160 000          | 12,4%              |
| 121                | 121                | 19/06/2023         | 1 168 000          | 12,0%              |
| 122                | 122                | 20/06/2023         | 1 126 000          | 11,6%              |
| TOTAL              | TOTAL              | TOTAL              | 1 020 000          | 10,7%              |

### Segunda temporada (2023)
| Programas emitidos | Programas emitidos | Programas emitidos | Programas emitidos | Programas emitidos |
| N.º (serie)        | N.º (temp.)        | Fecha de emisión   | Audiencia          | Audiencia          |
| N.º (serie)        | N.º (temp.)        | Fecha de emisión   | Espectadores       | Cuota              |
| ------------------ | ------------------ | ------------------ | ------------------ | ------------------ |
| 123                | 1                  | 20/06/2023         | 1 060 000          | 11,9%              |
| 123                | 1                  | 21/06/2023         | 1 035 000          | 11,1%              |
| 124                | 2                  | 21/06/2023         | 1 004 000          | 11,6%              |
| 125                | 3                  | 22/06/2023         | 1 052 000          | 11,5%              |
| 126                | 4                  | 22/06/2023         | 1 019 000          | 12,1%              |
| 126                | 4                  | 23/06/2023         | 1 136 000          | 11,5%              |
| 127                | 5                  | 23/06/2023         | 1 105 000          | 12,1%              |
| 128                | 6                  | 26/06/2023         | 1 104 000          | 11,5%              |
| 129                | 7                  | 27/06/2023         | 1 059 000          | 11,4%              |
| 130                | 8                  | 28/06/2023         | 1 128 000          | 12,3%              |
| 131                | 9                  | 29/06/2023         | 1 106 000          | 11,7%              |
| 132                | 10                 | 30/06/2023         | 1 078 000          | 11,7%              |
| 133                | 11                 | 03/07/2023         | 1 038 000          | 10,9%              |
| 134                | 12                 | 04/07/2023         | 1 044 000          | 11,1%              |
| 135                | 13                 | 05/07/2023         | 1 189 000          | 12,2%              |
| 136                | 14                 | 06/07/2023         | 1 075 000          | 11,2%              |
| 137                | 15                 | 07/07/2023         | 1 038 000          | 10,8%              |
| 138                | 16                 | 10/07/2023         | 1 098 000          | 11,5%              |
| 139                | 17                 | 11/07/2023         | 1 092 000          | 11,2%              |
| 140                | 18                 | 12/07/2023         | 1 086 000          | 11,1%              |
| 141                | 19                 | 13/07/2023         | 1 131 000          | 11,7%              |
| 142                | 20                 | 14/07/2023         | 1 028 000          | 10,3%              |
| 143                | 21                 | 17/07/2023         | 1 070 000          | 11,4%              |
| 144                | 22                 | 20/07/2023         | 1 081 000          | 11,1%              |
| 145                | 23                 | 20/07/2023         | 1 020 000          | 11,5%              |
| 146                | 24                 | 21/07/2023         | 1 056 000          | 11,0%              |
| 147                | 25                 | 21/07/2023         | 1 056 000          | 12,2%              |
| 148                | 26                 | 24/07/2023         | 1 158 000          | 11,9%              |
| 149                | 27                 | 25/07/2023         | 1 005 000          | 10,7%              |
| 150                | 28                 | 26/07/2023         | 1 031 000          | 11,4%              |
| 151                | 29                 | 27/07/2023         | 1 090 000          | 11,6%              |
| 152                | 30                 | 28/07/2023         | 1 007 000          | 11,0%              |
| 153                | 31                 | 31/07/2023         | 1 216 000          | 12,7%              |
| 154                | 32                 | 01/08/2023         | 1 083 000          | 11,4%              |
| 155                | 33                 | 02/08/2023         | 1 051 000          | 11,5%              |
| 156                | 34                 | 03/08/2023         | 1 034 000          | 11,3%              |
| 157                | 35                 | 04/08/2023         | 1 039 000          | 11,7%              |
| 158                | 36                 | 07/08/2023         | 996 000            | 11,1%              |
| 159                | 37                 | 08/08/2023         | 957 000            | 11,1%              |
| 160                | 38                 | 09/08/2023         | 1 083 000          | 11,9%              |
| 161                | 39                 | 10/08/2023         | 1 051 000          | 11,6%              |
| 162                | 40                 | 11/08/2023         | 1 032 000          | 11,6%              |
| 163                | 41                 | 14/08/2023         | 1 087 000          | 12,6%              |
| 164                | 42                 | 16/08/2023         | 1 015 000          | 11,7%              |
| 165                | 43                 | 17/08/2023         | 1 013 000          | 11,4%              |
| 166                | 44                 | 18/08/2023         | 955 000            | 10,8%              |
| 167                | 45                 | 21/08/2023         | 1 027 000          | 11,4%              |
| 168                | 46                 | 22/08/2023         | 1 084 000          | 11,6%              |
| 169                | 47                 | 23/08/2023         | 1 087 000          | 11,9%              |
| 170                | 48                 | 24/08/2023         | 1 093 000          | 11,8%              |
| 171                | 49                 | 25/08/2023         | 1 069 000          | 11,2%              |
| 172                | 50                 | 28/08/2023         | 1 099 000          | 10,8%              |
| 173                | 51                 | 29/08/2023         | 1 098 000          | 11,6%              |
| 174                | 52                 | 30/08/2023         | 1 128 000          | 11,4%              |
| 175                | 53                 | 31/08/2023         | 1 084 000          | 11,2%              |
| 176                | 54                 | 01/09/2023         | 1 031 000          | 11,2%              |
| 177                | 55                 | 04/09/2023         | 1 135 000          | 12,0%              |
| 178                | 56                 | 04/09/2023         | 1 071 000          | 12,7%              |
| 179                | 57                 | 05/09/2023         | 1 051 000          | 11,3%              |
| 180                | 58                 | 06/09/2023         | 1 136 000          | 12,0%              |
| 181                | 59                 | 07/09/2023         | 1 172 000          | 12,2%              |
| 182                | 60                 | 11/09/2023         | 1 112 000          | 11,5%              |
| 183                | 61                 | 12/09/2023         | 1 169 000          | 12,0%              |
| 184                | 62                 | 15/09/2023         | 1 104 000          | 11,4%              |
| 185                | 63                 | 18/09/2023         | 1 165 000          | 12,4%              |
| 186                | 64                 | 18/09/2023         | 1 142 000          | 13,6%              |
| 187                | 65                 | 19/09/2023         | 1 150 000          | 12,7%              |
| 188                | 66                 | 19/09/2023         | 1 131 000          | 13,8%              |
| 189                | 67                 | 20/09/2023         | 1 121 000          | 12,2%              |
| 190                | 68                 | 20/09/2023         | 1 155 000          | 14,1%              |
| 191                | 69                 | 21/09/2023         | 1 035 000          | 11,2%              |
| 192                | 70                 | 21/09/2023         | 1 002 000          | 11,9%              |
| 193                | 71                 | 22/09/2023         | 1 071 000          | 11,6%              |
| 194                | 72                 | 22/09/2023         | 1 112 000          | 13,2%              |
| 195                | 73                 | 25/09/2023         | 1 121 000          | 12,6%              |
| 196                | 74                 | 25/09/2023         | 1 084 000          | 13,6%              |
| 197                | 75                 | 27/09/2023         | 1 146 000          | 12,9%              |
| 198                | 76                 | 27/09/2023         | 1 146 000          | 14,4%              |
| 199                | 77                 | 28/09/2023         | 1 034 000          | 13,4%              |
| 200                | 78                 | 29/09/2023         | 1 062 000          | 13,2%              |
| 201                | 79                 | 02/10/2023         | 1 059 000          | 13,6%              |
| 202                | 80                 | 03/10/2023         | 1 107 000          | 14,0%              |
| 203                | 81                 | 04/10/2023         | 1 008 000          | 13,6%              |
| 204                | 82                 | 05/10/2023         | 910 000            | 12,2%              |
| 205                | 83                 | 06/10/2023         | 1 008 000          | 12,5%              |
| 206                | 84                 | 09/10/2023         | 915 000            | 11,6%              |
| 207                | 85                 | 10/10/2023         | 940 000            | 11,9%              |
| 208                | 86                 | 11/10/2023         | 972 000            | 12,3%              |
| 209                | 87                 | 13/10/2023         | 956 000            | 11,5%              |
| 210                | 88                 | 16/10/2023         | 1 127 000          | 13,6%              |
| 211                | 89                 | 17/10/2023         | 1 079 000          | 12,7%              |
| 212                | 90                 | 18/10/2023         | 1 085 000          | 13,4%              |
| 213                | 91                 | 19/10/2023         | 1 132 000          | 12,9%              |
| 214                | 92                 | 20/10/2023         | 956 000            | 11,1%              |
| 215                | 93                 | 23/10/2023         | 1 059 000          | 12,7%              |
| 216                | 94                 | 24/10/2023         | 1 107 000          | 13,5%              |
| 217                | 95                 | 25/10/2023         | 1 008 000          | 12,4%              |
| 218                | 96                 | 26/10/2023         | 1 014 000          | 12,0%              |
| 219                | 97                 | 30/10/2023         | 1 046 000          | 12,9%              |
| 220                | 98                 | 30/10/2023         | 1 067 000          | 12,9%              |
| 221                | 99                 | 31/10/2023         | 883 000            | 11,0%              |
| 222                | 100                | 02/11/2023         | 992 000            | 11,2%              |
| 223                | 101                | 03/11/2023         | 1 006 000          | 11,2%              |
| 224                | 102                | 06/11/2023         | 1 039 000          | 12,7%              |
| 225                | 103                | 07/11/2023         | 1 003 000          | 11,8%              |
| 226                | 104                | 08/11/2023         | 965 000            | 11,5%              |
| 227                | 105                | 09/11/2023         | 967 000            | 11,4%              |
| 228                | 106                | 10/11/2023         | 1 011 000          | 12,0%              |
| 229                | 107                | 13/11/2023         | 957 000            | 11,5%              |
| 230                | 108                | 14/11/2023         | 1 005 000          | 12,0%              |
| 231                | 109                | 14/11/2023         | 1 045 000          | 12,3%              |
| 232                | 110                | 17/11/2023         | 967 000            | 11,3%              |
| 233                | 111                | 20/11/2023         | 891 000            | 10,7%              |
| 234                | 112                | 20/11/2023         | 974 000            | 11,2%              |
| 235                | 113                | 21/11/2023         | 960 000            | 11,5%              |
| 236                | 114                | 22/11/2023         | 1 010 000          | 11,8%              |
| 237                | 115                | 23/11/2023         | 1 013 000          | 11,8%              |
| 238                | 116                | 24/11/2023         | 1 028 000          | 11,9%              |
| 239                | 117                | 27/11/2023         | 1 025 000          | 11,9%              |
| 240                | 118                | 28/11/2023         | 1 008 000          | 11,7%              |
| 241                | 119                | 29/11/2023         | 977 000            | 11,4%              |
| TOTAL              | TOTAL              | TOTAL              | 1 055 000          | 11,9%              |

### Tercera temporada (2023-2024)
| Programas emitidos | Programas emitidos | Programas emitidos | Programas emitidos | Programas emitidos |
| N.º (serie)        | N.º (temp.)        | Fecha de emisión   | Audiencia          | Audiencia          |
| N.º (serie)        | N.º (temp.)        | Fecha de emisión   | Espectadores       | Cuota              |
| ------------------ | ------------------ | ------------------ | ------------------ | ------------------ |
| 242                | 1                  | 30/11/2023         | 1 058 000          | 11,7%              |
| 243                | 2                  | 01/12/2023         | 963 000            | 10,9%              |
| 244                | 3                  | 04/12/2023         | 980 000            | 11,1%              |
| 245                | 4                  | 05/12/2023         | 1 054 000          | 11,8%              |
| 246                | 5                  | 07/12/2023         | 968 000            | 10,7%              |
| 247                | 6                  | 11/12/2023         | 1 014 000          | 12,4%              |
| 248                | 7                  | 12/12/2023         | 996 000            | 12,1%              |
| 249                | 8                  | 13/12/2023         | 929 000            | 11,0%              |
| 250                | 9                  | 14/12/2023         | 855 000            | 10,2%              |
| 251                | 10                 | 15/12/2023         | 872 000            | 10,6%              |
| 252                | 11                 | 18/12/2023         | 949 000            | 11,5%              |
| 253                | 12                 | 19/12/2023         | 888 000            | 10,8%              |
| 254                | 13                 | 20/12/2023         | 956 000            | 11,2%              |
| 255                | 14                 | 21/12/2023         | 1 001 000          | 12,0%              |
| 256                | 15                 | 22/12/2023         | 941 000            | 11,3%              |
| 257                | 16                 | 26/12/2023         | 966 000            | 10,8%              |
| 258                | 17                 | 26/12/2023         | 1 025 000          | 11,2%              |
| 259                | 18                 | 27/12/2023         | 1 022 000          | 10,9%              |
| 260                | 19                 | 28/12/2023         | 916 000            | 10,1%              |
| 261                | 20                 | 29/12/2023         | 1 029 000          | 11,6%              |
| 262                | 21                 | 02/01/2024         | 1 047 000          | 11,2%              |
| 263                | 22                 | 03/01/2024         | 1 005 000          | 10,9%              |
| 264                | 23                 | 04/01/2024         | 1 080 000          | 11,9%              |
| 265                | 24                 | 05/01/2024         | 1 047 000          | 11,5%              |
| 266                | 25                 | 08/01/2024         | 1 129 000          | 13,0%              |
| 267                | 26                 | 09/01/2024         | 1 156 000          | 12,5%              |
| 268                | 27                 | 10/01/2024         | 1 079 000          | 11,9%              |
| 269                | 28                 | 11/01/2024         | 1 015 000          | 11,4%              |
| 270                | 29                 | 15/01/2024         | 1 090 000          | 12,4%              |
| 271                | 30                 | 16/01/2024         | 1 051 000          | 12,1%              |
| 272                | 31                 | 17/01/2024         | 1 120 000          | 12,8%              |
| 273                | 32                 | 18/01/2024         | 982 000            | 11,5%              |
| 274                | 33                 | 19/01/2024         | 1 107 000          | 11,9%              |
| 275                | 34                 | 22/01/2024         | 1 051 000          | 12,4%              |
| 276                | 35                 | 23/01/2024         | 909 000            | 11,2%              |
| 277                | 36                 | 24/01/2024         | 1 018 000          | 12,9%              |
| 278                | 37                 | 25/01/2024         | 980 000            | 12,3%              |
| 279                | 38                 | 29/01/2024         | 1 046 000          | 12,6%              |
| 280                | 39                 | 30/01/2024         | 981 000            | 12,1%              |
| 281                | 40                 | 31/01/2024         | 892 000            | 11,2%              |
| 282                | 41                 | 01/02/2024         | 1 013 000          | 12,8%              |
| 283                | 42                 | 02/02/2024         | 966 000            | 12,1%              |
| 284                | 43                 | 05/02/2024         | 995 000            | 12,3%              |
| 285                | 44                 | 06/02/2024         | 948 000            | 11,1%              |
| 286                | 45                 | 07/02/2024         | 1 043 000          | 12,2%              |
| 287                | 46                 | 08/02/2024         | 1 043 000          | 11,9%              |
| 288                | 47                 | 09/02/2024         | 1 104 000          | 11,4%              |
| 289                | 48                 | 12/02/2024         | 968 000            | 11,5%              |
| 290                | 49                 | 13/02/2024         | 906 000            | 11,2%              |
| 291                | 50                 | 14/02/2024         | 1 036 000          | 13,3%              |
| 292                | 51                 | 15/02/2024         | 1 110 000          | 13,0%              |
| 293                | 52                 | 16/02/2024         | 1 068 000          | 12,7%              |
| 294                | 53                 | 19/02/2024         | 1 133 000          | 14,2%              |
| 295                | 54                 | 20/02/2024         | 967 000            | 12,2%              |
| 296                | 55                 | 21/02/2024         | 1 013 000          | 12,8%              |
| 297                | 56                 | 22/02/2024         | 1 112 000          | 13,1%              |
| 298                | 57                 | 23/02/2024         | 1 119 000          | 12,2%              |
| 299                | 58                 | 25/02/2024         | 1 272 000          | 8,7%               |
| 300                | 59                 | 25/02/2024         | 1 314 000          | 11,2%              |
| 301                | 60                 | 26/02/2024         | 1 103 000          | 12,8%              |
| 302                | 61                 | 26/02/2024         | 1 098 000          | 12,6%              |
| 303                | 62                 | 27/02/2024         | 996 000            | 12,3%              |
| 304                | 63                 | 27/02/2024         | 1 005 000          | 12,2%              |
| 305                | 64                 | 28/02/2024         | 1 083 000          | 13,5%              |
| 306                | 65                 | 29/02/2024         | 1 062 000          | 13,1%              |
| 307                | 66                 | 01/03/2024         | 1 010 000          | 11,7%              |
| 308                | 67                 | 04/03/2024         | 1 095 000          | 12,9%              |
| 309                | 68                 | 05/03/2024         | 958 000            | 12,2%              |
| 310                | 69                 | 06/03/2024         | 1 020 000          | 13,1%              |
| 311                | 70                 | 07/03/2024         | 996 000            | 11,7%              |
| 312                | 71                 | 08/03/2024         | 1 069 000          | 12,0%              |
| 313                | 72                 | 11/03/2024         | 991 000            | 12,1%              |
| 314                | 73                 | 12/03/2024         | 1 005 000          | 13,1%              |
| 315                | 74                 | 13/03/2024         | 1 092 000          | 13,8%              |
| 316                | 75                 | 14/03/2024         | 1 003 000          | 12,6%              |
| 317                | 76                 | 15/03/2024         | 1 009 000          | 12,9%              |
| 318                | 77                 | 18/03/2024         | 997 000            | 13,2%              |
| 319                | 78                 | 19/03/2024         | 882 000            | 11,6%              |
| 320                | 79                 | 20/03/2024         | 961 000            | 11,7%              |
| 321                | 80                 | 21/03/2024         | 855 000            | 11,0%              |
| 322                | 81                 | 22/03/2024         | 888 000            | 11,3%              |
| 323                | 82                 | 25/03/2024         | 1 099 000          | 12,1%              |
| 324                | 83                 | 26/03/2024         | 1 039 000          | 12,0%              |
| 325                | 84                 | 27/03/2024         | 905 000            | 10,6%              |
| 326                | 85                 | 01/04/2024         | 1 020 000          | 12,0%              |
| 327                | 86                 | 02/04/2024         | 934 000            | 11,3%              |
| 328                | 87                 | 03/04/2024         | 885 000            | 11,5%              |
| 329                | 88                 | 04/04/2024         | 875 000            | 11,7%              |
| 330                | 89                 | 05/04/2024         | 854 000            | 10,9%              |
| 331                | 90                 | 08/04/2024         | 1 036 000          | 12,6%              |
| 332                | 91                 | 09/04/2024         | 985 000            | 13,0%              |
| 333                | 92                 | 10/04/2024         | 928 000            | 12,3%              |
| 334                | 93                 | 11/04/2024         | 889 000            | 11,6%              |
| 335                | 94                 | 12/04/2024         | 894 000            | 11,6%              |
| 336                | 95                 | 15/04/2024         | 896 000            | 11,4%              |
| 337                | 95                 | 16/04/2024         | 860 000            | 11,1%              |
| 338                | 97                 | 17/04/2024         | 901 000            | 11,8%              |
| 339                | 98                 | 18/04/2024         | 916 000            | 11,9%              |
| 340                | 99                 | 19/04/2024         | 961 000            | 12,1%              |
| 341                | 100                | 22/04/2024         | 989 000            | 11,8%              |
| 342                | 101                | 23/04/2024         | 913 000            | 11,7%              |
| 343                | 102                | 24/04/2024         | 936 000            | 11,9%              |
| 344                | 103                | 25/04/2024         | 924 000            | 11,4%              |
| 345                | 104                | 26/04/2024         | 982 000            | 11,8%              |
| 346                | 105                | 30/04/2024         | 948 000            | 11,4%              |
| 347                | 106                | 02/05/2024         | 916 000            | 11,6%              |
| 348                | 107                | 03/05/2024         | 851 000            | 10,8%              |
| 349                | 108                | 06/05/2024         | 937 000            | 11,7%              |
| 350                | 109                | 07/05/2024         | 841 000            | 10,9%              |
| 351                | 110                | 08/05/2024         | 929 000            | 12,1%              |
| 352                | 111                | 09/05/2024         | 801 000            | 11,0%              |
| 353                | 112                | 10/05/2024         | 905 000            | 11,7%              |
| 354                | 113                | 13/05/2024         | 1 006 000          | 12,5%              |
| 355                | 114                | 14/05/2024         | 1 019 000          | 13,1%              |
| 356                | 115                | 15/05/2024         | 1 032 000          | 12,9%              |
| 357                | 116                | 16/05/2024         | 947 000            | 12,6%              |
| 358                | 117                | 17/05/2024         | 905 000            | 11,4%              |
| 359                | 118                | 20/05/2024         | 1 008 000          | 12,6%              |
| 360                | 119                | 21/05/2024         | 951 000            | 12,2%              |
| 361                | 120                | 22/05/2024         | 926 000            | 12,1%              |
| 362                | 121                | 23/05/2024         | 1 006 000          | 13,3%              |
| 363                | 122                | 24/05/2024         | 900 000            | 11,6%              |
| 364                | 123                | 27/05/2024         | 990 000            | 13,0%              |
| 365                | 124                | 28/05/2024         | 927 000            | 12,7%              |
| 366                | 125                | 29/05/2024         | 886 000            | 12,3%              |
| 367                | 126                | 30/05/2024         | 942 000            | 12,2%              |
| 368                | 127                | 31/05/2024         | 1 040 000          | 13,5%              |
| 369                | 128                | 03/06/2024         | 985 000            | 12,7%              |
| 370                | 129                | 04/06/2024         | 938 000            | 12,0%              |
| 371                | 130                | 05/06/2024         | 1 085 000          | 14,2%              |
| 372                | 131                | 06/06/2024         | 955 000            | 12,4%              |
| 373                | 132                | 07/06/2024         | 892 000            | 10,7%              |
| 374                | 133                | 10/06/2024         | 999 000            | 12,3%              |
| 375                | 134                | 11/06/2024         | 994 000            | 12,3%              |
| 376                | 135                | 12/06/2024         | 1 029 000          | 12,7%              |
| 377                | 136                | 13/06/2024         | 904 000            | 12,0%              |
| 378                | 137                | 14/06/2024         | 939 000            | 12,1%              |
| 379                | 138                | 17/06/2024         | 915 000            | 11,3%              |
| 380                | 139                | 18/06/2024         | 992 000            | 11,9%              |
| 381                | 140                | 20/06/2024         | 815 000            | 9,0%               |
| 382                | 141                | 21/06/2024         | 884 000            | 9,9%               |
| 383                | 142                | 24/06/2024         | 955 000            | 11,4%              |
| 384                | 143                | 25/06/2024         | 761 000            | 8,9%               |
| 385                | 144                | 26/06/2024         | 861 000            | 10,0%              |
| 386                | 145                | 27/06/2024         | 889 000            | 11,7%              |
| 387                | 146                | 28/06/2024         | 897 000            | 11,5%              |
| 388                | 147                | 01/07/2024         | 858 000            | 9,6%               |
| 389                | 148                | 02/07/2024         | 1 026 000          | 11,5%              |
| 390                | 149                | 03/07/2024         | 878 000            | 11,1%              |
| 391                | 150                | 04/07/2024         | 934 000            | 12,0%              |
| 392                | 151                | 08/07/2024         | 946 000            | 11,9%              |
| 393                | 152                | 09/07/2024         | 896 000            | 11,0%              |
| 394                | 153                | 11/07/2024         | 875 000            | 11,2%              |
| 395                | 154                | 15/07/2024         | 1 052 000          | 13,0%              |
| 396                | 155                | 16/07/2024         | 975 000            | 12,3%              |
| 397                | 156                | 17/07/2024         | 915 000            | 12,2%              |
| 398                | 157                | 18/07/2024         | 922 000            | 12,1%              |
| 399                | 158                | 19/07/2024         | 894 000            | 11,3%              |
| 400                | 159                | 22/07/2024         | 880 000            | 11,5%              |
| 401                | 160                | 23/07/2024         | 862 000            | 11,2%              |
| 402                | 161                | 24/07/2024         | 920 000            | 12,0%              |
| 403                | 162                | 26/07/2024         | 916 000            | 12,1%              |
| 404                | 163                | 12/08/2024         | 791 000            | 10,3%              |
| 405                | 164                | 13/08/2024         | 715 000            | 9,5%               |
| 406                | 165                | 14/08/2024         | 785 000            | 10,5%              |
| 407                | 166                | 16/08/2024         | 768 000            | 10,7%              |
| 408                | 167                | 19/08/2024         | 706 000            | 9,6%               |
| 409                | 168                | 21/08/2024         | 732 000            | 9,9%               |
| 410                | 169                | 23/08/2024         | 712 000            | 9,9%               |
| 411                | 170                | 26/08/2024         | 826 000            | 11,3%              |
| 412                | 171                | 28/08/2024         | 722 000            | 9,4%               |
| 413                | 172                | 28/08/2024         | 671 000            | 9,7%               |
| 414                | 173                | 02/09/2024         | 828 000            | 11,0%              |
| 415                | 174                | 04/09/2024         | 851 000            | 11,1%              |
| 416                | 175                | 05/09/2024         | 824 000            | 10,9%              |
| 417                | 176                | 09/09/2024         | 757 000            | 10,3%              |
| 418                | 177                | 10/09/2024         | 856 000            | 11,5%              |
| 419                | 178                | 11/09/2024         | 865 000            | 11,4%              |
| 420                | 179                | 12/09/2024         | 958 000            | 12,9%              |
| 421                | 180                | 13/09/2024         | 918 000            | 12,3%              |
| 422                | 181                | 16/09/2024         | 926 000            | 12,9%              |
| 423                | 182                | 17/09/2024         | 865 000            | 12,2%              |
| 424                | 183                | 18/09/2024         | 878 000            | 11,9%              |
| 425                | 184                | 19/09/2024         | 888 000            | 12,1%              |
| 426                | 185                | 20/09/2024         | 932 000            | 12,7%              |
| 427                | 186                | 23/09/2024         | 896 000            | 12,6%              |
| 428                | 187                | 24/09/2024         | 797 000            | 11,3%              |
| 429                | 188                | 25/09/2024         | 936 000            | 12,6%              |
| 430                | 189                | 26/09/2024         | 896 000            | 12,4%              |
| 431                | 190                | 27/09/2024         | 1 015 000          | 13,5%              |
| 432                | 191                | 30/09/2024         | 972 000            | 13,3%              |
| 433                | 192                | 01/10/2024         | 829 000            | 11,5%              |
| 434                | 193                | 02/10/2024         | 980 000            | 12,7%              |
| 435                | 194                | 03/10/2024         | 923 000            | 13,0%              |
| 436                | 195                | 04/10/2024         | 950 000            | 13,1%              |
| 437                | 196                | 07/10/2024         | 988 000            | 12,9%              |
| 438                | 197                | 08/10/2024         | 928 000            | 12,4%              |
| 439                | 198                | 09/10/2024         | 936 000            | 11,6%              |
| 440                | 199                | 10/10/2024         | 927 000            | 12,5%              |
| 441                | 200                | 11/10/2024         | 1 061 000          | 13,7%              |
| 442                | 201                | 14/10/2024         | 1 008 000          | 13,5%              |
| 443                | 202                | 15/10/2024         | 938 000            | 12,1%              |
| 444                | 203                | 16/10/2024         | 895 000            | 12,2%              |
| 445                | 204                | 17/10/2024         | 939 000            | 12,3%              |
| 446                | 205                | 18/10/2024         | 1 018 000          | 13,4%              |
| 447                | 206                | 21/10/2024         | 917 000            | 12,6%              |
| 448                | 207                | 22/10/2024         | 953 000            | 12,9%              |
| 449                | 208                | 23/10/2024         | 961 000            | 13,2%              |
| 450                | 209                | 24/10/2024         | 912 000            | 12,8%              |
| 451                | 210                | 25/10/2024         | 994 000            | 12,3%              |
| 452                | 211                | 28/10/2024         | 1 053 000          | 13,1%              |
| 453                | 212                | 29/10/2024         | 1 026 000          | 12,3%              |
| 454                | 213                | 30/10/2024         | 1 002 000          | 11,9%              |
| 455                | 214                | 31/10/2024         | 799 000            | 10,5%              |
| 456                | 215                | 04/11/2024         | 1 092 000          | 13,5%              |
| 457                | 216                | 05/11/2024         | 963 000            | 12,4%              |
| 458                | 217                | 06/11/2024         | 984 000            | 12,8%              |
| 459                | 218                | 07/11/2024         | 889 000            | 11,9%              |
| 460                | 219                | 08/11/2024         | 989 000            | 12,5%              |
| 461                | 220                | 11/11/2024         | 950 000            | 12,8%              |
| 462                | 221                | 12/11/2024         | 960 000            | 11,9%              |
| 463                | 222                | 13/11/2024         | 1 118 000          | 12,8%              |
| 464                | 223                | 14/11/2024         | 991 000            | 12,2%              |
| 465                | 224                | 15/11/2024         | 1 042 000          | 12,9%              |
| 466                | 225                | 18/11/2024         | 1 000 000          | 12,9%              |
| 467                | 226                | 19/11/2024         | 958 000            | 12,4%              |
| 468                | 227                | 20/11/2024         | 873 000            | 11,1%              |
| 469                | 228                | 21/11/2024         | 1 036 000          | 13,0%              |
| 470                | 229                | 22/11/2024         | 1 029 000          | 13,4%              |
| 471                | 230                | 25/11/2024         | 1 075 000          | 13,6%              |
| 472                | 231                | 26/11/2024         | 1 004 000          | 13,2%              |
| 473                | 232                | 27/11/2024         | 888 000            | 11,9%              |
| 474                | 233                | 28/11/2024         | 934 000            | 12,5%              |
| 475                | 234                | 29/11/2024         | 1 050 000          | 14,0%              |
| 476                | 235                | 02/12/2024         | 1 016 000          | 13,0%              |
| 477                | 236                | 03/12/2024         | 1 078 000          | 13,5%              |
| 478                | 237                | 04/12/2024         | 1 007 000          | 13,4%              |
| 479                | 238                | 05/12/2024         | 971 000            | 13,2%              |
| 480                | 239                | 09/12/2024         | 1 093 000          | 12,6%              |
| 481                | 240                | 10/12/2024         | 1 017 000          | 12,4%              |
| 482                | 241                | 11/12/2024         | 976 000            | 12,1%              |
| 483                | 242                | 12/12/2024         | 925 000            | 11,9%              |
| 484                | 243                | 13/12/2024         | 1 060 000          | 13,3%              |
| 485                | 244                | 16/12/2024         | 972 000            | 12,5%              |
| 486                | 245                | 17/12/2024         | 954 000            | 12,3%              |
| 487                | 246                | 18/12/2024         | 971 000            | 12,0%              |
| 488                | 247                | 19/12/2024         | 1 018 000          | 13,4%              |
| 489                | 248                | 20/12/2024         | 1 057 000          | 13,4%              |
| 490                | 249                | 23/12/2024         | 1 114 000          | 14,3%              |
| 491                | 250                | 24/12/2024         | 1 111 000          | 13,0%              |
| TOTAL              | TOTAL              | TOTAL              | 962 000            | 12,0%              |

### Cuarta temporada (2024-2025)
| Programas emitidos | Programas emitidos | Programas emitidos | Programas emitidos | Programas emitidos |
| N.º (serie)        | N.º (temp.)        | Fecha de emisión   | Audiencia          | Audiencia          |
| N.º (serie)        | N.º (temp.)        | Fecha de emisión   | Espectadores       | Cuota              |
| ------------------ | ------------------ | ------------------ | ------------------ | ------------------ |
| 492                | 1                  | 26/12/2024         | 1 007 000          | 12,1%              |
| 493                | 2                  | 27/12/2024         | 1 110 000          | 13,0%              |
| 494                | 3                  | 30/12/2024         | 1 132 000          | 14,4%              |
| 495                | 4                  | 31/12/2024         | 1 160 000          | 12,6%              |
| 496                | 5                  | 02/01/2025         | 1 171 000          | 14,0%              |
| 497                | 6                  | 03/01/2024         | 1 208 000          | 13,8%              |
| 498                | 7                  | 07/01/2025         | 1 325 000          | 15,5%              |
| 499 500            | 8 9                | 07/01/2025         | 1 317 000          | 15,5%              |
| 501                | 10                 | 08/01/2025         | 1 181 000          | 14,2%              |
| 502                | 11                 | 09/01/2025         | 1 070 000          | 13,0%              |
| 503                | 12                 | 10/01/2025         | 1 239 000          | 15,1%              |
| 504                | 13                 | 13/01/2025         | 1 178 000          | 14,5%              |
| 505                | 14                 | 14/01/2025         | 1 133 000          | 14,8%              |
| 506                | 15                 | 15/01/2025         | 1 155 000          | 14,9%              |
| 507                | 16                 | 16/01/2025         | 1 085 000          | 13,7%              |
| 508                | 17                 | 17/01/2025         | 1 160 000          | 14,0%              |
| 509                | 18                 | 20/01/2025         | 1 261 000          | 14,2%              |
| 510                | 19                 | 21/01/2025         | 1 156 000          | 13,8%              |
| 511                | 20                 | 22/01/2025         | 1 288 000          | 15,2%              |
| 512                | 21                 | 23/01/2025         | 1 159 000          | 14,9%              |
| 513                | 22                 | 24/01/2025         | 1 273 000          | 15,5%              |
| 514                | 23                 | 27/01/2025         | 1 248 000          | 15,2%              |
| 515                | 24                 | 28/01/2025         | 1 107 000          | 13,8%              |
| 516                | 25                 | 29/01/2025         | 1 055 000          | 12,7%              |
| 517                | 26                 | 30/01/2025         | 1 096 000          | 13,5%              |
| 518                | 27                 | 31/01/2025         | 1 054 000          | 13,2%              |
| 519                | 28                 | 03/02/2025         | 1 092 000          | 14,3%              |
| 520                | 29                 | 04/02/2025         | 1 049 000          | 13,8%              |
| 521                | 30                 | 05/02/2025         | 1 030 000          | 13,5%              |
| 522                | 31                 | 06/02/2025         | 1 008 000          | 12,8%              |
| 523                | 32                 | 07/02/2025         | 1 151 000          | 13,5%              |
| 524                | 33                 | 10/02/2025         | 1 056 000          | 13,6%              |
| 525                | 34                 | 11/02/2025         | 1 057 000          | 13,4%              |
| 526                | 35                 | 12/02/2025         | 1 065 000          | 13,6%              |
| 527                | 36                 | 13/02/2025         | 997 000            | 13,4%              |
| 528                | 37                 | 14/02/2025         | 1 092 000          | 14,3%              |
| 529                | 38                 | 17/02/2025         | 1 008 000          | 13,7%              |
| 530                | 39                 | 18/02/2025         | 1 068 000          | 14,3%              |
| 531                | 40                 | 19/02/2025         | 1 078 000          | 14,8%              |
| 532                | 41                 | 20/02/2025         | 1 010 000          | 13,9%              |
| 533                | 42                 | 21/02/2025         | 1 124 000          | 13,7%              |
| 534                | 43                 | 24/02/2025         | 1 122 000          | 14,9%              |
| 535                | 44                 | 25/02/2025         | 1 034 000          | 13,2%              |
| 536                | 45                 | 26/02/2025         | 996 000            | 14,1%              |
| 537                | 46                 | 27/02/2025         | 1 015 000          | 13,4%              |
| 538                | 47                 | 28/02/2025         | 1 056 000          | 13,4%              |
| 539                | 48                 | 03/03/2025         | 1 129 000          | 13,7%              |
| 540                | 49                 | 04/03/2025         | 1 090 000          | 13,5%              |
| 541                | 50                 | 05/03/2025         | 1 126 000          | 13,8%              |
| 542                | 51                 | 06/03/2025         | 1 078 000          | 13,5%              |
| 543                | 52                 | 07/03/2025         | 1 181 000          | 14,0%              |
| 544                | 53                 | 10/03/2025         | 982 000            | 12,8%              |
| 545                | 54                 | 11/03/2025         | 1 113 000          | 13,9%              |
| 546                | 55                 | 12/03/2025         | 1 048 000          | 13,6%              |
| 547                | 56                 | 13/03/2025         | 1 028 000          | 12,5%              |
| 548                | 57                 | 14/03/2025         | 1 211 000          | 14,7%              |
| 549                | 58                 | 17/03/2025         | 1 236 000          | 15,1%              |
| 550                | 59                 | 18/03/2025         | 1 187 000          | 14,3%              |
| 551                | 60                 | 19/03/2025         | 1 214 000          | 15,3%              |
| 552                | 61                 | 19/03/2025         | 1 222 000          | 14,9%              |
| 553                | 62                 | 19/03/2025         | 1 506 000          | 17,3%              |
| 554                | 63                 | 20/03/2025         | 1 186 000          | 15,0%              |
| 555                | 64                 | 20/03/2025         | 1 181 000          | 14,3%              |
| 556                | 65                 | 21/03/2025         | 1 095 000          | 13,1%              |
| 557                | 66                 | 21/03/2025         | 1 095 000          | 13,0%              |
| 558                | 67                 | 24/03/2025         | 1 093 000          | 13,8%              |
| 559                | 68                 | 24/03/2025         | 1 139 000          | 13,6%              |
| 560                | 69                 | 25/03/2025         | 1 069 000          | 14,1%              |
| 561                | 70                 | 25/03/2025         | 1 084 000          | 13,9%              |
| 562                | 71                 | 26/03/2025         | 1 023 000          | 14,4%              |
| 563                | 72                 | 26/03/2025         | 1 025 000          | 14,0%              |
| 564                | 73                 | 27/03/2025         | 974 000            | 14,0%              |
| 565                | 74                 | 28/03/2025         | 1 077 000          | 14,8%              |
| 566                | 75                 | 31/03/2025         | 1 198 000          | 15,8%              |
| 567                | 76                 | 01/04/2025         | 1 059 000          | 14,9%              |
| 568                | 77                 | 02/04/2025         | 1 051 000          | 13,5%              |
| 569                | 78                 | 03/04/2025         | 1 138 000          | 14,5%              |
| 570                | 79                 | 04/04/2025         | 1 124 000          | 14,3%              |
| 571                | 80                 | 07/04/2025         | 1 047 000          | 14,8%              |
| 572                | 81                 | 08/04/2025         | 1 000 000          | 14,4%              |
| 573                | 82                 | 09/04/2025         | 1 091 000          | 15,8%              |
| 574                | 83                 | 10/04/2025         | 957 000            | 14,0%              |
| 575                | 84                 | 11/04/2025         | 1 152 000          | 14,9%              |
| 576                | 85                 | 14/04/2025         | 1 040 000          | 13,8%              |
| 577                | 86                 | 15/04/2025         | 994 000            | 13,0%              |
| 578                | 87                 | 16/04/2025         | 966 000            | 13,0%              |
| 579                | 88                 | 21/04/2025         | 1 102 000          | 14,5%              |
| 580                | 89                 | 22/04/2025         | 983 000            | 13,5%              |
| 581                | 90                 | 23/04/2025         | 887 000            | 13,1%              |
| 582                | 91                 | 24/04/2025         | 927 000            | 13,6%              |
| 583                | 92                 | 25/04/2025         | 914 000            | 13,1%              |
| 584                | 93                 | 29/04/2025         | 982 000            | 14,1%              |
| 585                | 94                 | 29/04/2025         | 915 000            | 13,6%              |
| 586                | 95                 | 30/04/2025         | 937 000            | 13,2%              |
| 587                | 96                 | 02/05/2025         | 967 000            | 13,0%              |
| 588                | 97                 | 05/05/2025         | 1 084 000          | 14,5%              |
| 589                | 98                 | 06/05/2025         | 1 056 000          | 14,6%              |
| 590                | 99                 | 07/05/2025         | 886 000            | 13,2%              |
| 591                | 100                | 09/05/2025         | 1 056 000          | 14,7%              |
| 592                | 101                | 12/05/2025         | 1 215 000          | 17,0%              |
| 593                | 102                | 13/05/2025         | 1 040 000          | 15,0%              |
| 594                | 103                | 14/05/2025         | 1 066 000          | 14,7%              |
| 595                | 104                | 15/05/2025         | 1 147 000          | 15,8%              |
| 596                | 105                | 16/05/2025         | 985 000            | 14,1%              |
| 597                | 106                | 19/05/2025         | 1 047 000          | 14,4%              |
| 598                | 107                | 20/05/2025         | 1 067 000          | 15,9%              |
| 599                | 108                | 21/05/2025         | 997 000            | 14,9%              |
| 600                | 109                | 22/05/2025         | 1 040 000          | 15,6%              |
| 601                | 110                | 23/05/2025         | 1 067 000          | 15,3%              |
| 602                | 111                | 26/05/2025         | 931 000            | 13,4%              |
| 603                | 112                | 27/05/2025         | 920 000            | 13,5%              |
| 604                | 113                | 28/05/2025         | 916 000            | 13,3%              |
| 605                | 114                | 29/05/2025         | 871 000            | 12,6%              |
| 606                | 115                | 30/05/2025         | 876 000            | 12,6%              |
| 607                | 116                | 02/06/2025         | 987 000            | 13,6%              |
| 608                | 117                | 03/06/2025         | 854 000            | 12,2%              |
| 609                | 118                | 04/06/2025         | 901 000            | 13,0%              |
| 610                | 119                | 05/06/2025         | 1 007 000          | 14,8%              |
| 611                | 120                | 06/06/2025         | 962 000            | 13,7%              |
| 612                | 121                | 09/06/2025         | 998 000            | 14,2%              |
| 613                | 122                | 10/06/2025         | 950 000            | 13,5%              |
| 614                | 123                | 11/06/2025         | 966 000            | 13,9%              |
| 615                | 124                | 13/06/2025         | 995 000            | 13,9%              |
| 616                | 125                | 16/06/2025         | 968 000            | 13,1%              |
| 617                | 126                | 17/06/2025         | 967 000            | 13,4%              |
| 618                | 127                | 18/06/2025         | 972 000            | 13,3%              |
| 619                | 128                | 19/06/2025         | 1 014 000          | 14,1%              |
| 620                | 129                | 20/06/2025         | 948 000            | 12,9%              |
| 621                | 130                | 23/06/2025         | 996 000            | 13,2%              |
| 622                | 131                | 24/06/2025         | 1 108 000          | 14,1%              |
| 623                | 133                | 25/06/2025         | 965 000            | 13,6%              |
| 624                | 134                | 26/06/2025         | 1 009 000          | 14,6%              |
| 625                | 135                | 27/06/2025         | 955 000            | 13,3%              |
| 626                | 136                | 30/06/2025         | 1 022 000          | 13,2%              |
| 627                | 137                | 01/07/2025         | 1 063 000          | 14,3%              |
| 628                | 138                | 02/07/2025         | 910 000            | 12,3%              |
| 629                | 139                | 03/07/2025         | 937 000            | 12,9%              |
| 630                | 140                | 04/07/2025         | 954 000            | 12,8%              |
| 631                | 141                | 08/07/2025         | 899 000            | 12,5%              |
| 632                | 142                | 09/07/2025         | 945 000            | 13,2%              |
| 633                | 143                | 10/07/2025         | 913 000            | 13,5%              |
| 634                | 144                | 11/07/2025         | 966 000            | 13,6%              |
| 635                | 145                | 15/07/2025         | 924 000            | 13,1%              |
| 636                | 146                | 16/07/2025         | 885 000            | 12,7%              |
| 637                | 147                | 18/07/2025         | 826 000            | 12,0%              |
| 638                | 148                | 21/07/2025         | 933 000            | 12,9%              |
| 639                | 149                | 22/07/2025         | 808 000            | 11,7%              |
| 640                | 150                | 23/07/2025         | 842 000            | 11,7%              |
| 641                | 151                | 25/07/2025         | 708 000            | 10,4%              |
| 642                | 152                | 28/07/2025         | 830 000            | 12,1%              |
| 643                | 153                | 29/07/2025         | 843 000            | 12,5%              |
| 644                | 154                | 30/07/2025         | 869 000            | 12,5%              |
| 645                | 155                | 31/07/2025         | 822 000            | 12,0%              |
| 646                | 156                | 01/08/2025         | 885 000            | 12,9%              |
| 647                | 157                | 04/08/2025         | 826 000            | 11,5%              |
| 648                | 158                | 05/08/2025         | 837 000            | 12,4%              |
| 649                | 159                | 06/08/2025         | 849 000            | 12,9%              |
| 650                | 160                | 07/08/2025         | 802 000            | 11,9%              |
| 651                | 161                | 08/08/2025         | 775 000            | 11,2%              |
| 652                | 162                | 11/08/2025         | 867 000            | 12,3%              |
| 653                | 163                | 12/08/2025         | 969 000            | 12,8%              |
| 654                | 164                | 13/08/2025         | 918 000            | 13,2%              |
| 655                | 165                | 18/08/2025         | 910 000            | 12,7%              |
| 656                | 166                | 19/08/2025         | 873 000            | 13,0%              |
| 657                | 167                | 20/08/2025         |                    |                    |
| 658                | 168                | 21/08/2025         |                    |                    |
| 659                | 169                | 22/08/2025         |                    |                    |
| TOTAL              | TOTAL              | TOTAL              | 1 061 000*         | 14,0%*             |

- Debido a la proclamación del Papa León XIV el 08/05/2025 se emitieron solo 13 minutos del capítulo 591. RTVE aclaró que al día siguiente se reemitiría ese trozo y completarían el capítulo completo para satisfación de los espectadores. Ese tramó de capítulo registró 981 000 y 12,8% de audiencia.[22]

### El club de 'La promesa'
| 1     | 2 de junio de 2025  | 663 000 (9,4%) |
| 2     | 4 de junio de 2025  | 631 000 (9,5%) |
| 3     | 5 de junio de 2025  | 579 000 (8,9%) |
| 4     | 6 de junio de 2025  | 517 000 (7,9%) |
| 6     | 9 de junio de 2025  | 503 000 (7,5%) |
| 7     | 10 de junio de 2025 | 550 000 (7,9%) |
| 8     | 11 de junio de 2025 | 531 000 (7,9%) |
| 9     | 13 de junio de 2025 | 550 000 (8,3%) |
| 10    | 16 de junio de 2025 | 584 000 (8,3%) |
| 11    | 17 de junio de 2025 | 541 000 (7,6%) |
| 12    | 18 de junio de 2025 | 582 000 (8,5%) |
| 13    | 19 de junio de 2025 | 560 000 (8,2%) |
| 14    | 20 de junio de 2025 | 458 000 (6,5%) |
| 15    | 23 de junio de 2025 | 564 000 (7,8%) |
| 16    | 24 de junio de 2025 | 626 000 (8,6%) |
| 17    | 25 de junio de 2025 | 533 000 (8,0%) |
| 18    | 26 de junio de 2025 | 518 000 (8,0%) |
| 19    | 27 de junio de 2025 | 520 000 (7,9%) |
| 20    | 30 de junio de 2025 | 488 000 (6,6%) |
| 21    | 1 de julio de 2025  | 531 000 (7,6%) |
| 22    | 2 de julio de 2025  | 511 000 (7,4%) |
| 23    | 3 de julio de 2025  | 489 000 (7,1%) |
| 24    | 4 de julio de 2025  | 497 000 (7,1%) |
| 25    | 8 de julio de 2025  | 422 000 (6,3%) |
| 26    | 9 de julio de 2025  | 527 000 (8,0%) |
| 27    | 10 de julio de 2025 | 529 000 (8,2%) |
| 28    | 11 de julio de 2025 | 528 000 (8,0%) |
| 29    | 15 de julio de 2025 | 412 000 (6,4%) |
| 30    | 16 de julio de 2025 | 426 000 (6,4%) |
| 31    | 18 de julio de 2025 | 417 000 (6,4%) |
| Total | -                   | 509 000 (7,5%) |

### Audiencia media por meses
| Año   | Mes        | Audiencia    | Audiencia |
| Año   | Mes        | Espectadores | Cuota     |
| ----- | ---------- | ------------ | --------- |
| 2023  | Enero      | 909 000      | 9,1%      |
| 2023  | Febrero    | 944 000      | 9,7%      |
| 2023  | Marzo      | 1 001 000    | 10,6%     |
| 2023  | Abril      | 1 038 000    | 11,1%     |
| 2023  | Mayo       | 1 111 000    | 11,8%     |
| 2023  | Junio      | 1 113 000    | 11,8%     |
| 2023  | Julio      | 1 076 000    | 11,4%     |
| 2023  | Agosto     | 1 053 000    | 11,5%     |
| 2023  | Septiembre | 1 106 000    | 12,5%     |
| 2023  | Octubre    | 1 021 000    | 12,6%     |
| 2023  | Noviembre  | 995 000      | 11,7%     |
| 2023  | Diciembre  | 964 000      | 11,2%     |
| 2024  | Enero      | 1 039 000    | 12,0%     |
| 2024  | Febrero    | 1 059 000    | 12,3%     |
| 2024  | Marzo      | 994 000      | 12,2%     |
| 2024  | Abril      | 930 000      | 11,8%     |
| 2024  | Mayo       | 939 000      | 12,2%     |
| 2024  | Junio      | 931 000      | 11,5%     |
| 2024  | Julio      | 922 000      | 11,6%     |
| 2024  | Agosto     | 743 000      | 10,1%     |
| 2024  | Septiembre | 887 000      | 12,0%     |
| 2024  | Octubre    | 954 000      | 12,5%     |
| 2024  | Noviembre  | 991 000      | 12,7%     |
| 2024  | Diciembre  | 1 037 000    | 12,9%     |
| 2025  | Enero      | 1 178 000    | 14,3%     |
| 2025  | Febrero    | 1 055 000    | 13,8%     |
| 2025  | Marzo      | 1 128 000    | 14,2%     |
| 2025  | Abril      | 1 013 000    | 14,0%     |
| 2025  | Mayo       | 1 012 000    | 14,4%     |
| 2025  | Junio      | 977 000      | 13,6%     |
| 2025  | Julio      | 888 000      | 12,6%     |
| 2025  | Agosto     | 865 000*     | 12,4%*    |
| Total | -          |              |           |

## Equipo

### Equipo técnico
- Idea original: Josep Cister Rubio.
- Producción ejecutiva: Josep Cister Rubio (Bambú Producciones) y Borja Gálvez (RTVE).
- Producción: Ramón Campos y Teresa Fernández-Valdés.
- Coproducción: Sara Gonzalo.
- Producción delegada de Bambú: Víctor Fandiño.
- Dirección de Desarrollo de Bambú: Gema R. Neira.
- Dirección de la serie: Miguel Conde.
- Dirección de Producción: Alberto Báez Lorrio.
- Coordinación de guion: Susana Prieto, Ruth García, Carmen Llano y Josep Cister Rubio.
- Argumento: Josep Cister Rubio, Ruth García y Susana Prieto.
- Guion: Alberto Grondona, Álvaro Bermúdez de Castro, Benjamín Zafra, Juanma Ruiz, Félix J. Velando, Moisés Gómez, Miguel Bueno y Rafa Gallego.
- Música original: Álex Conrado.
- Dirección: Miguel Conde, Javier Pulido, Eva Bermúdez y Alberto Pernet.
- Coordinación de Dirección: Patricia González Galán.
- Jefa de Producción: Yolanda Rodríguez.
- Dirección de Fotografía: Gustavo Gala Ramos y Óscar Barrio.
- Casting: Eva Leira y Yolanda Serrano.
- Coordinación de Postproducción: David Mosquera Rey.
- Montaje: Jani Madrileño.
- Dirección de Arte: Marcelo Pacheco.
- Decoradora: María Gómez Lou.
- Diseño de Vestuario: Tania Álvarez.
- Diseño de Maquillaje y Peluquería: Natalia Sesé.
- Supervisión de Sonido: Raúl Lasvignes Martín.
- Sonido directo: Manuel Peinado, Miguel Rubio y Guillermo Solana.
- Coaching de Interpretación: Charo Sánchez y Amanda Marugán.

## Banda sonora
La banda sonora de la serie publicada en formato digital el 23 de febrero de 2023 recopila la cabecera compuesta por Gonzalo Hermida y 17 canciones compuestas por Álex Conrado e interpretadas por la Filarmónica de Praga.
| N.º | Título                                                | Duración |  |
| 1.  | «La Promesa (Cabecera)» (cantada por Gonzalo Hermida) | 1:34     |  |
| 2.  | «El mundo de Jana»                                    | 4:46     |  |
| 3.  | «El palacio de los Luján»                             | 2:56     |  |
| 4.  | «Cavatina para Jana y Manuel»                         | 4:18     |  |
| 5.  | «Doña Cruz»                                           | 4:17     |  |
| 6.  | «Planchar, coser, cantar»                             | 2:04     |  |
| 7.  | «Leonor y Mauro»                                      | 2:46     |  |
| 8.  | «Pesadumbre»                                          | 2:44     |  |
| 9.  | «Despertar»                                           | 3:13     |  |
| 10. | «Aroma de lavanda»                                    | 2:25     |  |
| 11. | «Nuestro último vals»                                 | 2:28     |  |
| 12. | «Jana»                                                | 4:58     |  |
| 13. | «Llaves y misterios»                                  | 2:31     |  |
| 14. | «Un día perfecto»                                     | 2:02     |  |
| 15. | «Eclipse»                                             | 4:02     |  |
| 16. | «La hora del té»                                      | 2:04     |  |
| 17. | «Al final del día»                                    | 2:39     |  |
| 18. | «La Promesa»                                          | 4:03     |  |

## Premios y reconocimientos
En septiembre de 2023, recibió el Premio FesTVal, que concede el FestVal (Festival Nacional de Televisión de España), de Vitoria, por "enganchar a la audiencia con unas tramas atractivas y sólidas que salpican una propuesta ambiciosa y arriesgada bien pensada para la franja que ocupa". 
En noviembre de 2023, la serie fue nominada a los Premios Rose d 'Or, siendo la única producción española en serlo ese año. Lo concede anualmente  por un jurado internacional de más de 100 productores, distribuidores y ejecutivos de la industria. 
El 5 de noviembre de 2024, La promesa ganó el Premio Especial del Público, en la primera edición de los Premios InStyle en Serie, concedidos por la edición española de la revista de moda InStyle, de RBA.
El 25 de noviembre de 2024, La Promesa ganó el Premio Emmy Internacional en la categoría de Telenovela.